# Caroline Brunet
Caroline Brunet (Quebec, 20 de marzo de 1969) es una deportista canadiense que compitió en piragüismo en la modalidad de aguas tranquilas.
Participó en cinco Juegos Olímpicos entre los años 1988 y 2004, obteniendo tres medallas: plata en Atlanta 1996 y en Sídney 2000 y bronce en Atenas 2004, las tres en la prueba de K1 500 m. Ganó 21 medallas en el Campeonato Mundial de Piragüismo entre los años 1993 y 2003.

## Palmarés internacional
| Juegos Olímpicos   | Juegos Olímpicos             | Juegos Olímpicos  | Juegos Olímpicos |
| Año                | Lugar                        | Medalla           | Competición      |
| ------------------ | ---------------------------- | ----------------- | ---------------- |
| 1996               | Atlanta (Estados Unidos)     | Medalla de plata  | K1 500 m         |
| 2000               | Sídney (Australia)           | Medalla de plata  | K1 500 m         |
| 2004               | Atenas (Grecia)              | Medalla de bronce | K1 500 m         |
| Campeonato Mundial |                              |                   |                  |
| Año                | Lugar                        | Medalla           | Competición      |
| 1993               | Copenhague (Dinamarca)       | Medalla de bronce | K1 500 m         |
| 1994               | Ciudad de México (México)    | Medalla de bronce | K1 200 m         |
| 1994               | Ciudad de México (México)    | Medalla de bronce | K4 200 m         |
| 1995               | Duisburgo (Alemania)         | Medalla de oro    | K4 200 m         |
| 1995               | Duisburgo (Alemania)         | Medalla de plata  | K1 200 m         |
| 1995               | Duisburgo (Alemania)         | Medalla de plata  | K1 500 m         |
| 1997               | Dartmouth (Canadá)           | Medalla de oro    | K1 200 m         |
| 1997               | Dartmouth (Canadá)           | Medalla de oro    | K1 500 m         |
| 1997               | Dartmouth (Canadá)           | Medalla de oro    | K1 1000 m        |
| 1998               | Szeged (Hungría)             | Medalla de oro    | K1 200 m         |
| 1998               | Szeged (Hungría)             | Medalla de oro    | K1 500 m         |
| 1998               | Szeged (Hungría)             | Medalla de plata  | K1 1000 m        |
| 1999               | Milán (Italia)               | Medalla de oro    | K1 200 m         |
| 1999               | Milán (Italia)               | Medalla de oro    | K1 500 m         |
| 1999               | Milán (Italia)               | Medalla de oro    | K1 1000 m        |
| 1999               | Milán (Italia)               | Medalla de plata  | K2 500 m         |
| 2002               | Sevilla (España)             | Medalla de plata  | K1 200 m         |
| 2002               | Sevilla (España)             | Medalla de plata  | K1 500 m         |
| 2003               | Gainesville (Estados Unidos) | Medalla de oro    | K1 200 m         |
| 2003               | Gainesville (Estados Unidos) | Medalla de plata  | K1 500 m         |
| 2003               | Gainesville (Estados Unidos) | Medalla de bronce | K2 1000 m        |